# Betsipolitra
Betsipolitra est une commune urbaine malgache située dans la partie nord de la région du Menabe.